# Joy Crookes
Joy Elizabeth Akther Crookes (* 9. Oktober 1998 in London, England) ist eine britische Singer-Songwriterin. Ihre Musik wird dem Neo-Soul und Alternative R&B zugerechnet. Sie wird häufig mit Amy Winehouse verglichen, ihre persönlichen und politischen Themen mit denen von Ella Fitzgerald und Nina Simone.

## Leben
Joy Crookes, geboren im London Borough of Lambeth, hat eine Mutter aus Bangladesch und einen irischen Vater. Mit 13 Jahren begann sie, Coverversionen von Laura Marling und Reggaesongs auf YouTube hochzuladen. Sie brachte sich das Spielen auf Gitarre, Klavier und Bass bei und begann, Lieder zu schreiben. Im April 2013, mit 14 Jahren, lud sie ihre Version von Hit the Road Jack hoch, die vielfach angesehen wurde und auch ihren späteren Manager auf sie aufmerksam machte.
Mit 17 Jahren veröffentlichte Crookes im Februar 2016 ihre Debütsingle New Manhattan. Es folgten Sinatra im August 2016 und Bad Feeling im Juni 2017. Auf ihrer ersten EP Influence, die im Juli 2017 erschien, fanden sich neben diesen drei Songs auch die Stücke Mother May I Sleep With Danger? und Power. Ihr Video Mother May I Sleep With Danger? mit dem Gitarristen Charles J. Monneraud verzeichnete bis Oktober 2021 über 10 Millionen Aufrufe auf YouTube.

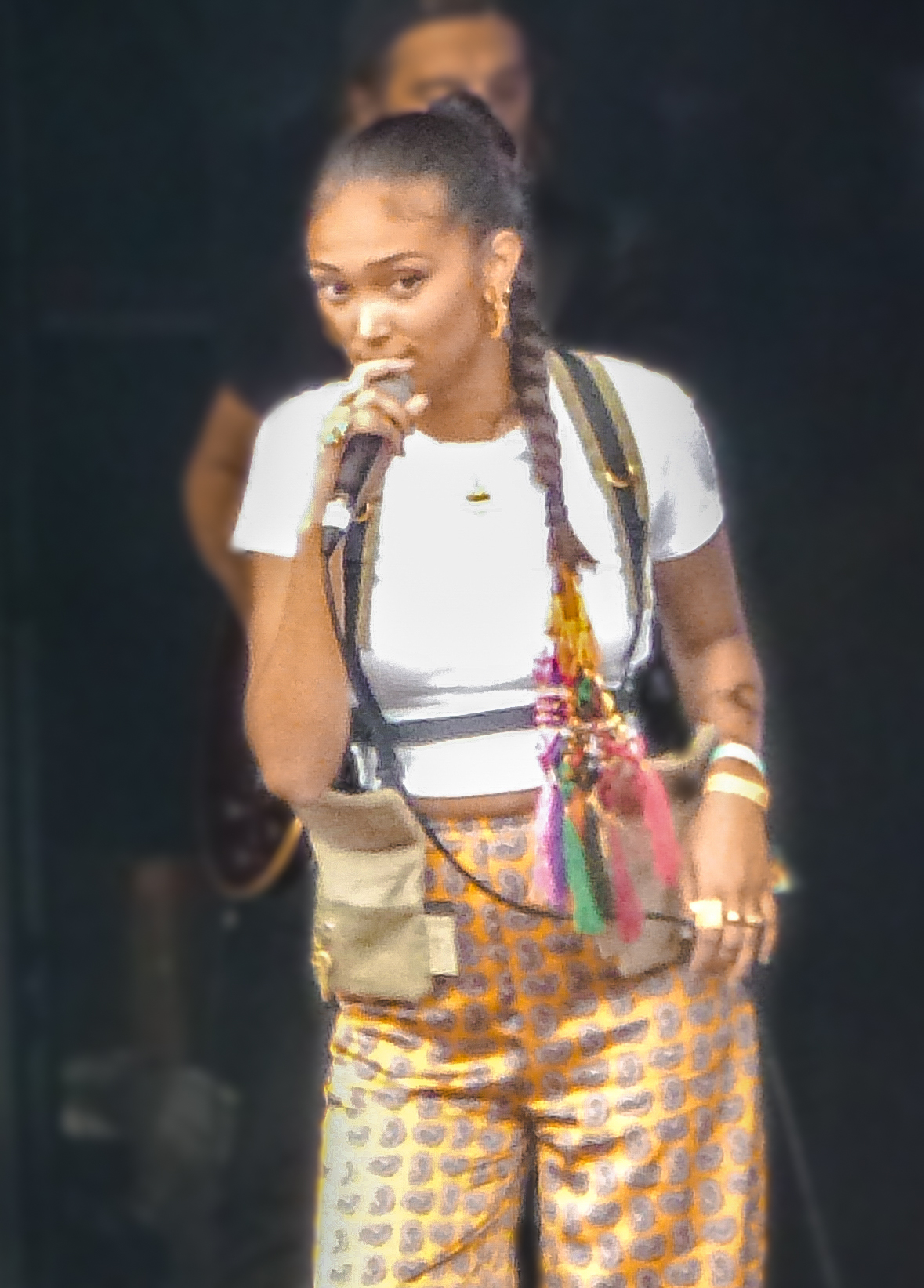
Joy Crookes im August 2018

Im Mai 2019 trat Joy Crookes bei BBC Radio 1‘s Big Weekend auf, im Juni beim Glastonbury Festival, und sie hatte dann im Oktober ihre erste, ausverkaufte Europatournee. Nach weiteren Singles – von denen mehrere die Spitzenposition der UK Asian Music Charts erreichten –, den EPs Reminiscence (Januar 2019) und Perception (Mai 2019) erschien im Oktober 2021 Crookes erstes Album Skin.

## Diskografie
- 2017: Influence (EP)
- 2019: Reminiscence (EP)
- 2019: Perception (EP)
- 2021: Skin (Album)[7]
- 2021: Feet Don’t Fail Me Now (Single, UK: Silber)[8]
- 2021: When You Were Mine (Single, UK: Silber)